# Eskil Suter
Eskil Suter (ur. 29 czerwca 1967 w Turbenthal) – były zawodnik motocyklowych mistrzostw świata, obecnie konstruktor podwozi.

## Kariera zawodnika
Suter swoje najlepsze wyniki osiągnął w 1994 oraz 1996, kiedy został sklasyfikowany na 13. miejscu w kategorii 250 cm³. Wziął udział w jednej z eliminacji WSBK w 1997, ale nie zdobył żadnych punktów. Sezon 1998 to już kategoria 500 cm³ i posada kierowcy testowego dla teamu MuZ. Kiedy Doriano Romboni, etatowy zawodnik teamu, doznał kontuzji, Suter zajął jego miejsce i zdobył punkty w trzech wyścigach.

## Po zakończeniu kariery wyścigowej
Suter założył przedsiębiorstwo w 1996, którą nazwał Suter Racing Technology (SRT), przedsiębiorstwo specjalizuje się w projektowaniu, rozwoju, wytwarzaniu wielu rozwiązań dla motocyklów wyścigowych (m.in. silniki, ramy itp.). Suter we współpracy ze Swissauto opracował motocykl MuZ 500, przede wszystkim konstrukcję i koncepcję podwozia (sezon 1999).

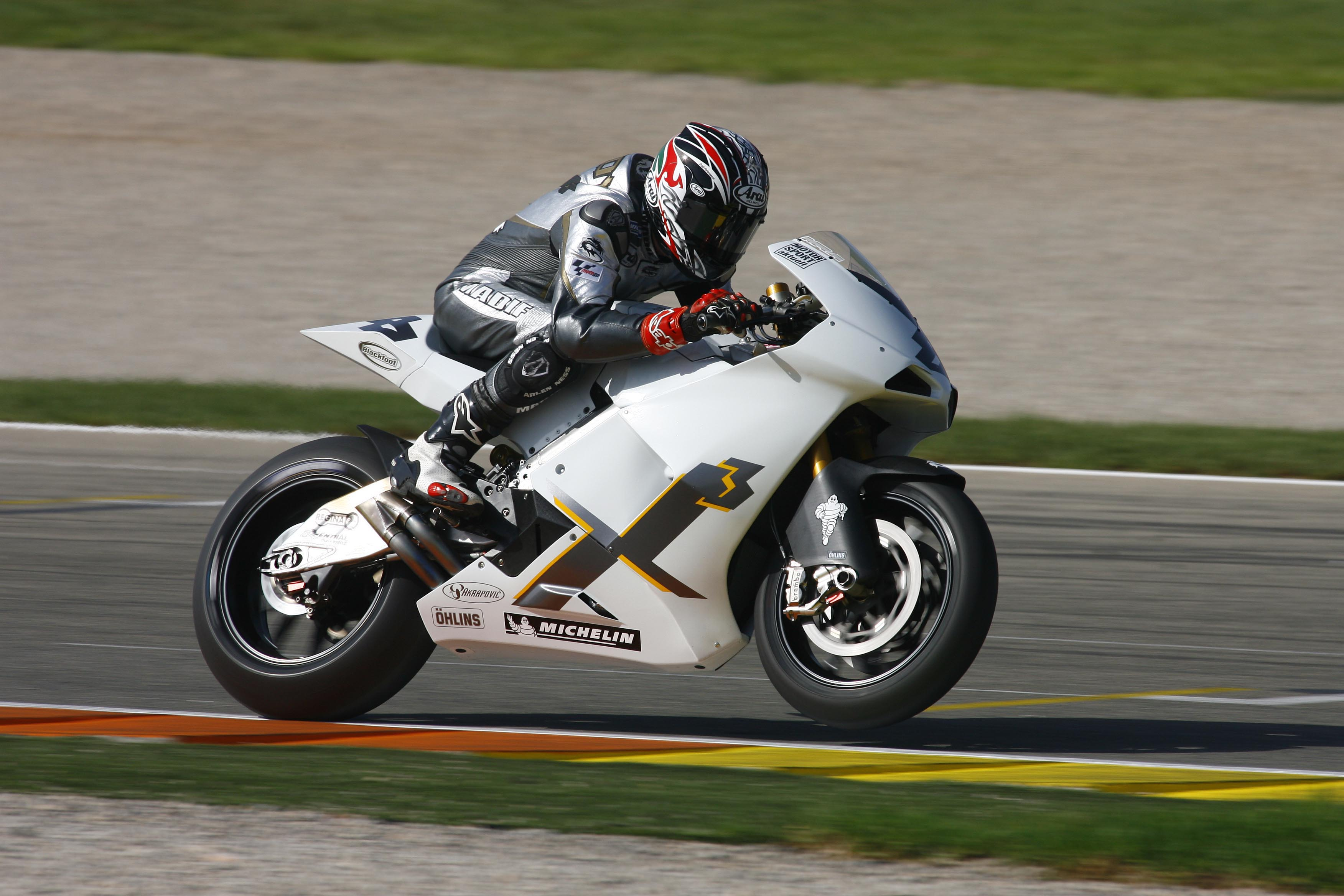
Ilmor X3

SRT była odpowiedzialna za konstrukcję oraz rozwój trzy-cylindrowego silnika o pojemności 990 cm³ dla motocykla Petronas FP1; motocykl brał udział w mistrzostwach Superbike od 2002 do 2005. Przedsiębiorstwo pomagało też przy rozwoju Kawasaki ZX-RR MotoGP pomiędzy 2004 a 2006. W 2006 i 2007 SRT zaangażowało się wraz z Ilmor Engineering w projekt podwozia dla motocykla Ilmor X3.
Po utworzeniu nowej klasy Moto2 (pojemność silników 600 cm³), Suter Racing Technology zaczęła oferować swoje podwozia dla tej kategorii. Suter wygrał klasyfikację konstruktorów w 2010 i 2011, ale żaden kierowca z ramą Sutera nie zdobył indywidualnego mistrzostwa. W 2012 Suter zgarnął swój trzeci z rzędu tytuł konstruktorów oraz pierwszy dla zawodnika, kiedy Marc Marquez został mistrzem świata Moto2.
SRT zbudowała także motocykl dla kategorii MotoGP w 2012; maszyna, napędzana silnikiem z drogowego BMW S1000 RR, była testowana na przełomie 2010 i 2011 przez Marc VDS Racing Team. Motocykl został zgłoszony na zasadach CRT (Claiming Rule Team) przez zespół Forward Racing.